# Elektrociepłownia Zabrze
Fortum Zabrze (do 2003 roku Elektrociepłownia Zabrze) – elektrociepłownia znajdująca się w Zabrzu w województwie śląskim.

## Historia

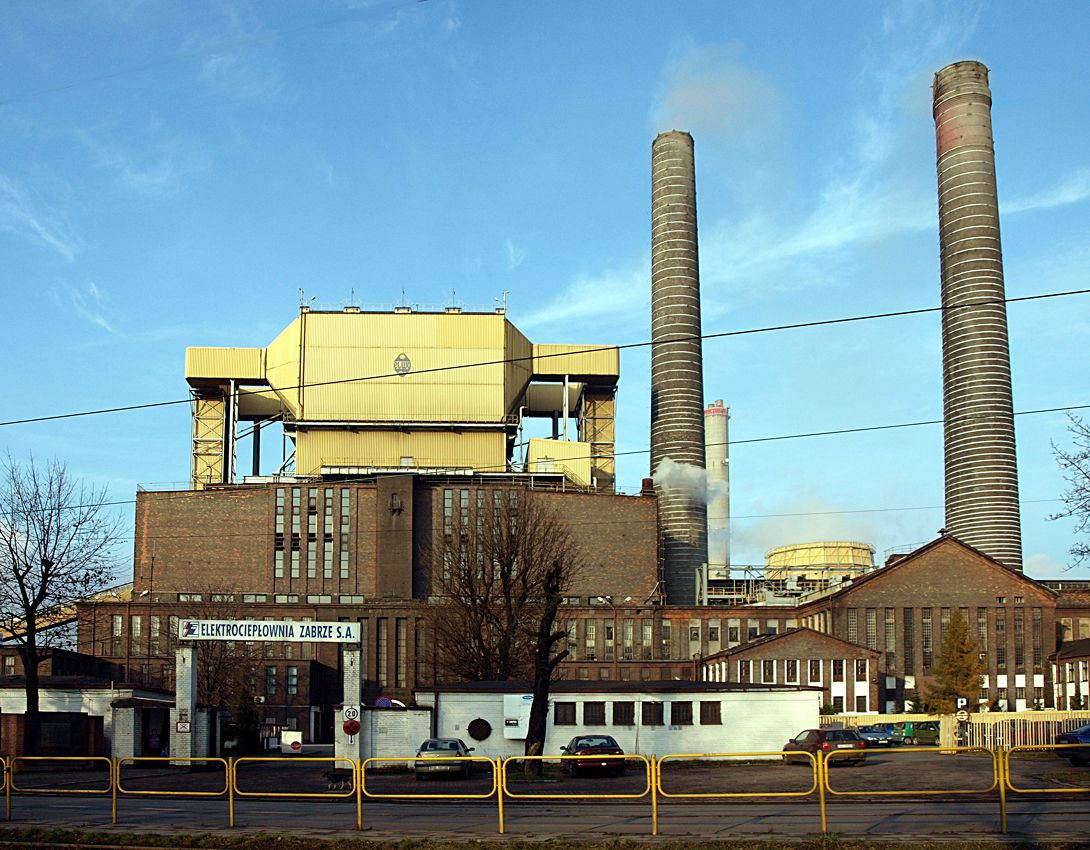
Zabudowania starego zakładu (2009)

Początki elektrowni to budowa przez firmę AEG rozpoczęta w 1896, od 1900 własność spółki Schlesische Elektrizitäts und Gas Aktien Gesellschaft. Znacjonalizowana po wojnie, od 1 lipca 1990 jako przedsiębiorstwo państwowe Elektrownia Zabrze. 9 listopada 1993 przekształcono przedsiębiorstwo państwowe Elektrownia Zabrze z siedzibą w Zabrzu w jednoosobową spółkę akcyjną Skarbu Państwa o nazwie Elektrociepłownia Zabrze Spółka Akcyjna.
W dniu 24 listopada 2010 r. Fortum Power and Heat Polska podpisało z Ministrem Skarbu Państwa umowę kupna 85 proc. akcji spółki Elektrociepłownia Zabrze oraz 85 proc. akcji spółki Zespół Elektrociepłowni Bytom. Całkowita wartość transakcji wyniosła ponad 82 mln zł.
W dniu 3 stycznia 2011 r. firma Fortum Power and Heat Polska Sp z o.o. nabyła 892.500 akcji zwykłych imiennych, stanowiących 85% kapitału zakładowego spółki Elektrociepłownia Zabrze S.A. z siedzibą w Zabrzu oraz 1.280.780 akcji zwykłych imiennych, stanowiących 85% kapitału zakładowego spółki Zespół Elektrociepłowni Bytom S.A. z siedzibą w Bytomiu, wraz z wszelkimi wynikającymi z nich prawami i obowiązkami.
W dniu 28 lutego 2011 r. decyzją Fortum Power and Heat Polska nazwy zakładów EC Zabrze i ZEC Bytom zostały zmienione na Fortum Bytom S.A oraz Fortum Zabrze S.A.
W 2016 roku w nieużywanym od lat 90. XX wieku kominie znaleziono częściowo zmumifikowane ludzkie zwłoki.
20 września 2018 roku została otwarta nowa elektrociepłownia położona na północ od starego zakładu. Zakład jest zasilany węglem kamiennym i paliwem z odpadów (RDF) – jako jedyny w Polsce. Moc cieplną nowego zakładu w 2018 roku deklarowano na 145 MW, natomiast moc elektryczną na 75 MW. Zastosowane technologie pozwalają na zmniejszenie emisji pyłów i dwutlenku siarki.
W 2022 roku stary zakład, który funkcjonował do 2019 roku został przejęty od Fortum przez miasto Zabrze, które chce go przekształcić w przestrzeń służącą lokalnej społeczności.

## Dane techniczne
Parametry urządzeń wytwórczych starej elektrociepłowni to:
- osiągalna moc cieplna 475 MW
- osiągalna moc cieplna w skojarzeniu 254 MW
- zainstalowana moc elektryczna turbozespołów 106 MW
- osiągalna moc elektryczna 98 MW
- łączna moc znamionowa kotłów wodnych 139 MW
- łączna moc osiągalna kotłów parowych 374 MW
- wydajność znamionowa kotłów parowych 520 t/h
- wydajność osiągalna kotłów parowych 560 t/h

Elektrociepłownia posiada koncesje na wytwarzanie energii cieplnej i elektrycznej. W roku 2004 sprzedaż energii elektrycznej wyniosła 147 945 MWh, a sprzedaż ciepła 1 996 248 GJ.

## Transmitowane programy
Opracowano na podstawie materiału źródłowego.

### Programy telewizyjne – cyfrowe
| Nazwa multipleksu | Częstotliwość (MHz) | Kanał | Charakterystyka promieniowania | Polaryzacja | Standard nadawania | Kompresja wizji | Moc (kW) |
| ----------------- | ------------------- | ----- | ------------------------------ | ----------- | ------------------ | --------------- | -------- |
| MUX 3 (Katowice)  | 634 MHz             | 41    | kierunkowa (D)                 | pozioma (H) | DVB-T              | MPEG-4          | 20 kW    |

### Programy radiowe
| LP | Program                | Częstotliwość | Moc nadajnika | Polaryzacja |
| -- | ---------------------- | ------------- | ------------- | ----------- |
| 1  | RMF Maxxx Śląsk        | 88,1 MHz      | 1 kW          | Pionowa     |
| 2  | Polskie Radio Katowice | 89,3 MHz      | 0,5 kW        | Pionowa     |
| 3  | Radio Zet              | 92,6 MHz      | 0,4 kW        | Pionowa     |
| 4  | Meloradio              | 95,1 MHz      | 1 kW          | Pionowa     |
| 5  | Radio Silesia          | 96,2 MHz      | 2 kW          | Pionowa     |
| 6  | Radio Złote Przeboje   | 96,6 MHz      | 1 kW          | Pionowa     |
| 7  | Radio Fest             | 100,2 MHz     | 5 kW          | Pionowa     |
| 8  | Antyradio              | 106,4 MHz     | 1 kW          | Pionowa     |